# Гольдин, Эзра
Гольдин Эзра (1868, Лунно Гродненской губернии — 1915, Лодзь) — еврейский писатель, беллетрист. Писал на иврите и идише.

## Биография
Получил традиционное еврейское образование в хедере и иешиве. С 1886 по 1893 жил в Варшаве. Его стихи и рассказы на иврите были опубликованы в различных еврейских периодических изданиях («Гацефира» и «Ха-коль»), стихи рассказы на идише — в «Лодзер нахрихтн».
В 1896 издал литературную антологию «Ха-Зман», в которую были включены произведения многих ведущих еврейских современных писателей.
С 1893 жил в Лодзи, где занимался коммерцией. Перед началом Первой мировой войны вынужден был покинуть Лодзь, переехав в Ригу.

## Произведения
- «Ширей Ноар» («Стихи юности», 1887)
- «Лимеком Тора» (1892)
- «Керэах микан умикан» (1892)
- «Эм у-бат» (1893)
- «Шеколь вэ-алмон» (1893)
- «Демон Иехуди» (1900).